# Piercing smile

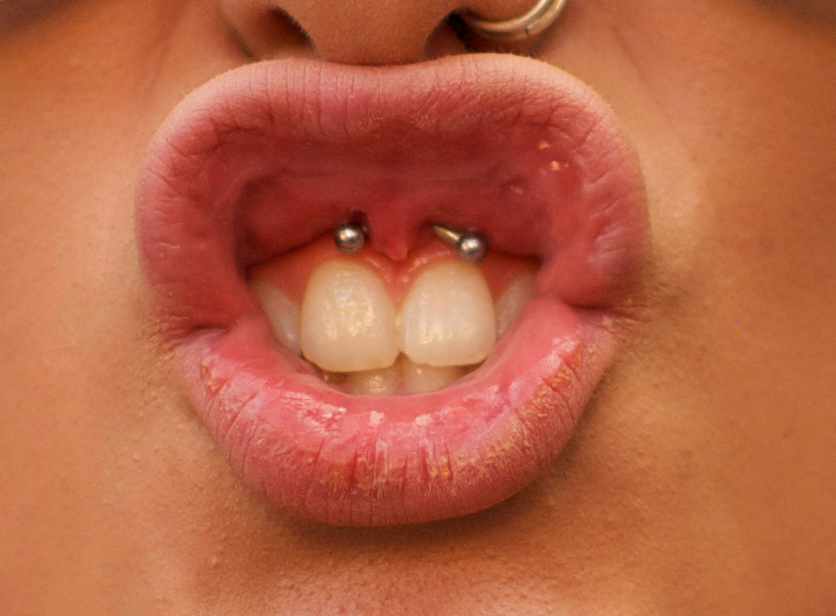
Piercing en el frenillo bucal

El piercing smile es un tipo de piercing que consiste en hacer una perforación en el frenillo bucal. Para poder realizarlo es aconsejable no tener un frenillo muy pequeño y se debe tener una boca muy limpia ya que al realizarse la perforación se puede infectar.
Para realizar la perforación hace falta una mano para sujetar el labio y usar una o dos manos para atravesar el frenillo. Para atravesarlo se usa un catéter; una vez atravesado el frenillo en la otra punta del catéter se introduce la joya para hacerse más fácil el colocamiento.
Los cuidados son muy importantes ya que ese lugar de la boca se infecta fácilmente.
- No se debe tomar alcohol ni fumar, ni ingerir comida salada y o picante;
- No se debe fumar durante tres días;
- Se debe mantener la boca muy limpia después de cada comida. No se debe usar cepillo eléctrico;
- Los primeros días se recomienda hacer enjuagues;
- Se debe comer despacio ya que se podría enganchar el piercing y se podría rasurar el frenillo;
- Se debe visitar al dentista.

Es mejor no llevar joyas que tengan níquel ni tampoco que pesen. Es recomendable usar una joya de acero quirúrgico, aunque es mejor usar una joya de titanio. Es muy recomendable usar materiales plásticos, porque son los que menos deterioran las encías, no astillan los dientes y no se acumulan tantas bacterias. Si se cuida bien tardara más o menos un mes.